# 7,65 × 25 мм Борхардт
7,65 Борхардт — пистолетный патрон под дымный (вернее, малодымный) порох, с бесфланцевой гильзой бутылочной формы с небольшой конусностью. Сконструирован в 1893 году под пистолет Борхардта. Имеет, говоря образно, свою родословную: от патрона Борхардта произошли патроны 7,63×25 мм Маузер и 7,65×21 мм Парабеллум.
От 7,63×25 мм Маузер, в свою очередь, произошёл патрон 7,62×25 мм ТТ, который стал предшественником патрона 9×18 мм ПМ. Также на основе патрона 7,63×25 мм Маузер был разработан 9×25 мм Маузер.
От патрона 7,65×21 мм Парабеллум, пошли патроны 8×22 мм Намбу и 9×19 мм Парабеллум. Далее, от патрона 9×19 мм Парабеллум произошёл патрон 9×21 мм IMI.
Несмотря на схожесть калибра и возможность заряжания патронами Борхардта оружия под патрон Маузера и ТТ, их использование небезопасно для стрелка из-за разной мощности дымного и бездымного пороха. Кроме того, это может привести к повреждению внутренних деталей оружия. По тем же причинам патроны Маузера и ТТ не могут использоваться в пистолете Borchardt C93.